# 치킨 아라킹

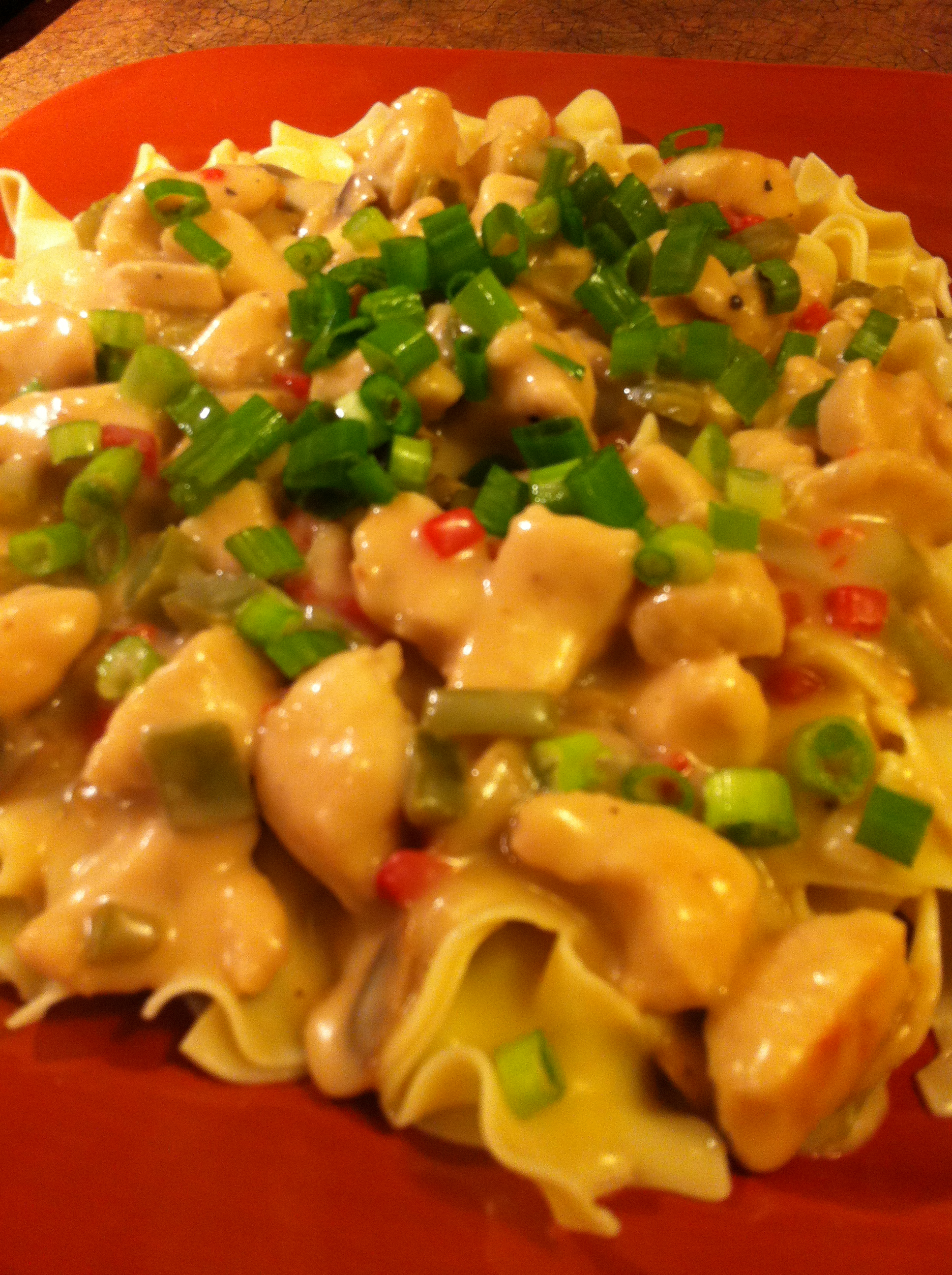
치킨 아라킹

치킨 아라킹(Chicken à la King)은 한입 크기로 도톰하게 익힌 닭고기를 생크림과 슈프림소스를 더한 닭고기 육수로 조리한 미국 음식이다.